# Caleme

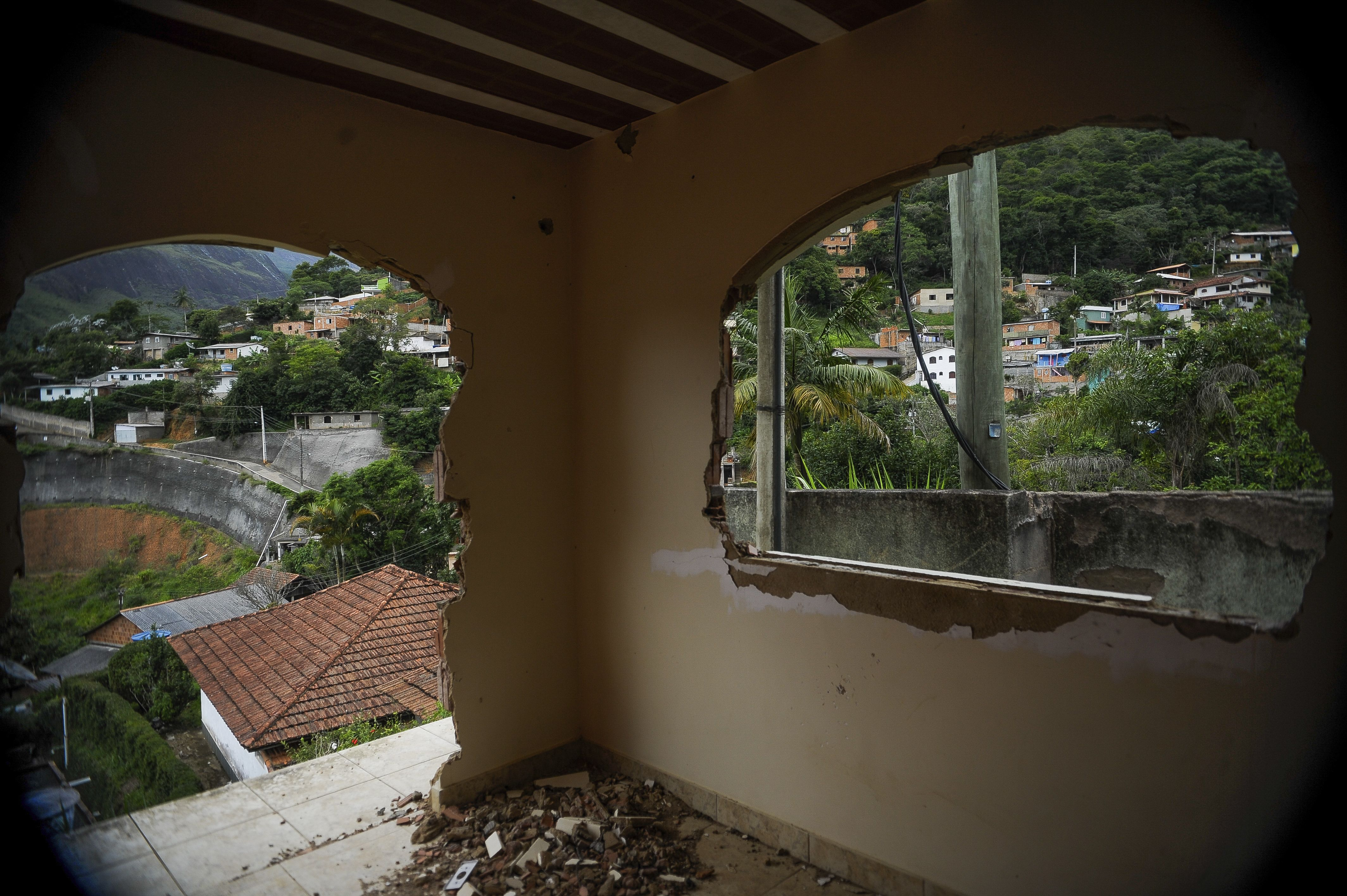
Casas destruídas pelas chuvas de 2011 (Tomas Silva/Agência Brasil).

Caleme é um bairro de Teresópolis, cidade localizada no interior do estado do Rio de Janeiro. De acordo com o Instituto Brasileiro de Geografia e Estatística (IBGE), sua população no ano de 2010 era de 3 353 habitantes, sendo 1 729 mulheres (51.6%) e 1 624 homens (48.4%), possuindo um total de 1 130 domicílios.
Ganhou repercussão, devido as chuvas de janeiro de 2011 que devastaram o bairro, fazendo com que se tornasse um lugar fantasma. Hoje é um dos bairros mais populosos de Teresópolis, enfrentando sérios problemas com tráfico de drogas.